# Rhinotragus bizonatus
Rhinotragus bizonatus là một loài bọ cánh cứng trong họ Cerambycidae.